# Claude-Louis de Buttet
Pour les articles homonymes, voir Buttet.
Pour les autres membres de la famille, voir Famille de Buttet.
Claude-Louis de Buttet, né en 1562 à Chambéry en Savoie, mort en 1622 à Tresserve, est sénateur au Sénat de Savoie, chevalier de l'ordre des Saints-Maurice-et-Lazare et historiographe du duc Charles-Emmanuel Ier de Savoie. Il est issu d'une famille savoyarde, originaire d'Ugine.
Il est l'auteur du libelle, publié à Chambéry en 1605, intitulé Le Cavalier de Savoie ou Réponse au soldat français. Ensemble, l'Apologie Savoisienne, en réponse aux polémiques françaises du temps du roi Henri IV.

## Famille
Claude-Louis est le fils cadet de Jean-François Ier de Buttet, seigneur de la maison forte d'Entremont au Bourget-du-Lac, maréchal des logis de la cavalerie du duc Emmanuel-Philibert de Savoie, et d'Humberte de Pingon, sœur d' Emmanuel-Philibert de Pingon.
Son frère aîné, Jean-François II de Buttet, est nommé par Lettres Patentes du duc Charles-Emmanuel Ier, président du Conseil de Genevois à Annecy en 1610. Il succède à Antoine Favre qui devient président du Sénat de Savoie à Chambéry.
Le 21 avril 1592, Claude-Louis de Buttet épouse, en premières noces, Jeanne de Gilly, fille de Thomas de Gilly, seigneur de Rochefort et de Jeanne de Veigy. Elle est décédée le 22 septembre suivant, sans laisser de postérité.
Le 7 juillet 1602, il épouse, en secondes noces, Philiberte de Montfalcon, fille de Claude-Henri de Montfalcon de Roasson et de Claudine de Cartal. De cette union sont issus trois fils :
- Philippe-César de Buttet, moine dominicain à Chambéry ;
- André de Buttet, mort jeune, sans alliance ni postérité ;
- Louis de Buttet, (1603-1677), seigneur de la maison forte d'Entremont au Bourget-du-Lac, qu'il a héritée en 1630 de son cousin Charles-Janus de Buttet, premier syndic de Chambéry (mort de la peste en 1630)[4]. Il épouse le 12 octobre 1620 Marie Jeanne Baptiste de Vincent de Fésigny. De cette union sont issus cinq enfants dont :
  - Victor de Buttet (1621-1675), seigneur de la maison forte d'Entremont au Bourget-du-Lac, auteur de la famille de Buttet subsistante ;
  - et Claude-Louis II de Buttet, (1624-1714), seigneur de Tresserve, nommé lieutenant général de l'artillerie du duc Victor-Amédée II de Savoie par lettres patentes du 1er mai 1697. À la tête de volontaires savoyards, et, accompagné de ses trois fils qui sont morts pour la Savoie, il est venu en renfort en 1690 pour défendre le fort de Montmélian assiégé par le maréchal de Catinat, commandant les armées du roi Louis XIV[5]. Les actes paroissiaux de Tresserve en date des 9 et 17 avril 1692 mentionnent la translation depuis Montmélian des cendres de Pierre et Charles de Buttet, morts au combat.

La branche de Tresserve est éteinte à la suite du décès survenu en 1841 de François Joseph Marguerite de Buttet, comte de Tresserve, qui fut président du Sénat de Savoie en 1833.

## Carrière
Sénateur au Sénat de Savoie à Chambéry, Claude-Louis de Buttet accède aux fonctions d'historiographe du duc Charles-Emmanuel Ier, vers l'année 1582, date du décès de son oncle, Emmanuel-Philibert de Pingon, qui fut historiographe du duc Emmanuel-Philibert.
Dans la droite ligne des ouvrages généalogiques de son prédécesseur, Claude-Louis de Buttet va poursuivre la légende sur les origines de la maison de Savoie attribuées au roi Bérold de Saxe, dans un récit resté manuscrit, intitulé Décades Savoisiennes, dont le duc de Savoie conservait précieusement un exemplaire dans sa bibliothèque de Turin. Samuel Guichenon, historiographe en 1650 de Christine de France, régente du duché de Savoie, conteste cette version légendaire dans la préface de l'Histoire généalogique de la royale maison de Savoie, publiée à Lyon en 1660. Claude-Louis de Buttet est également l'auteur d'un manuscrit intitulé: Discours sur l'extraction des princes de Savoie.
Claude-Louis de Buttet est connu pour avoir rédigé, à la demande du duc de Savoie, un libelle anonyme intitulé « Le Cavalier de Savoie ».

## Le Cavalier de Savoie

### Contexte historique
Après avoir subi de nombreux échecs diplomatiques dans ses relations avec le royaume de France et avec la cité de Genève, alliée de la France, le duc Charles-Emmanuel Ier est contraint de ratifier le traité de Lyon du 17 janvier 1601 pour mettre fin à l'invasion de la Savoie par les armées du roi Henri IV.
Puis, se retournant vers Genève, il subit le 11 décembre 1602 une défaite cinglante dans une tentative d'invasion de la République de Genève. Cette expédition désastreuse est connue sous le nom de L'Escalade. Le Traité de Saint-Julien, négocié à l'instigation du roi Henri IV, ratifié le 21 juillet 1603, intervient pour instaurer la paix entre les deux adversaires, mais c'est mal augurer des réactions du bouillant duc de Savoie qui déclare : « C'est méchante ruine que de signer un accord qui me ravale presque à l' égalité avec ces rebelles hérétiques ».
Effectivement, il subsiste une atmosphère de tension et de guerre couverte : De nombreux libelles fleurissent en France. Parmi ceux-ci, se distingue particulièrement un libelle virulent publié sous l'anonymat en 1603, intitulé : Le soldat Français. Son auteur sera plus tard identifié sous le nom de Pierre de L'Hostal, gentilhomme béarnais calviniste, vice-chancelier de Navarre. Les Savoyards et leurs alliés espagnols sont grossièrement vilipendés et traités, parmi d'autres amabilités, de grouillis de poux et d'ulcères puantes.
Le duc de Savoie, indigné par cette diatribe, entend répondre sous la même forme à de tels propos injurieux. Et il en profite pour relancer le vieux thème de la revendication de la souveraineté du duché de la Savoie sur Genève, en dépit des articles du traité de Saint-Julien.

### Parution du libelle - Réaction du Conseil de Genève
À la demande du duc de Savoie, Claude-Louis de Buttet va publier à Chambéry en 1605, sous l'anonymat le libelle intitulé Le Cavalier de Savoie ou Réponse au Soldat Français. Ensemble, l'Apologie Savoisienne. À cette réponse drastique destinée aux Français vont s'ajouter les éternelles revendications de souveraineté du duché de Savoie sur Genève. Cet ajout va entrainer la réaction des Genevois.
Le Conseil de Genève envoie le 12 juillet 1605 un ambassadeur à Chambéry pour protester et mettre en cause le non-respect du Traité de Saint-Julien. L'ambassadeur genevois, Jacob Anjorrant, va tenter de découvrir l'identité de l'auteur du libelle. Il demande que l'auteur et son imprimeur soient punis. Son interlocuteur savoyard, le chevalier d'Albigny lui répond que « les livres et libelles contenant médisances et outrages et tendant à sédition n'ont jamais été approuvés ou tolérés en Savoie. Partant, s'il est vérifié par qui le livre y mentionné a été fait et d'où il procède, l'ordre et animaversion s'ensuivra, telle que la mutuelle intelligence doit présider à la correction et au châtiment des délinquants ».
Faute d'avoir obtenu de réponse plus précise, le Conseil de Genève décide de s'adresser à deux syndics pour rédiger une réponse circonstanciée au libelle de Claude-Louis de Buttet.

### Subterfuge
Pour éviter un nouvel incident diplomatique, il est décidé que l'auteur anonyme sera identifié et désigné sous le pseudonyme de Marc-Antoine de Buttet, personnage imaginaire sans rapport direct, ni avec Claude-Louis de Buttet, historiographe du duc, ni avec le duc de Savoie, inspirateur (et co-auteur ?) de l'ouvrage. Et voilà pourquoi, à l'instar de Samuel Guichenon, ou plus tardivement de Jean-Louis Grillet, les historiens de Savoie relatent en boucles l'existence de deux personnages distincts : Claude-Louis de Buttet et son imaginaire parent, Marc-Antoine de Buttet, sans avoir révélé ou même détecté le subterfuge.

### Les échanges de libelles
Au mois d'avril 1606, mandatés par le Conseil de Genève, les syndics Jacques Lect et Jean Sarrazin, anciens négociateurs du traité de Saint-Julien, font éditer, sous l'anonymat à Paris, une réplique vengeresse intitulée : Le Citadin de Genève, ou response au Cavalier de Savoie.
À son tour, Claude-Louis de Buttet publie, sous l'anonymat, une réponse au libelle genevois, intitulé Le citadin de Genève par un nouveau libelle, imprimé à Saint-Gervais, la même année 1606, intitulé : L'Aristocratie genevoise, ou Harangue de M. Pictet, conseiller d'État à Genève, servant de réponse au citadin.

## Conséquences du subterfuge
Les conséquences du subterfuge initié par le duc de Savoie, pour que son historiographe Claude-Louis de Buttet change son prénom contre celui de Marc-Antoine de Buttet, semblent entrainer une série de type Fausses nouvelles, telle que l'endure notre époque contemporaine, au détriment des historiens qui succèdent à Samuel Guichenon. En voici des exemples:

### Histoire généalogique de la maison de Savoye(1660)
Samuel Guichenon,
- « Marc-Antoine de Buttet, Gentil-homme savoysien, autheur du célèbre Cavalier, dressa un petit discours en François de l'extraction des Princes de Savoye, dédié à Charles-Emmanuel... ».
- « Loys de Buttet, (alias Claude-Louis), seigneur de Malatrait, chevalier de la Sacrée Religion des Saints Maurice et Lazare, avait projeté une Histoire entière de la Savoye, avec ce titre : Décades Savoysiennes, d'un beau style historique... ».

### Dictionnaire Historique, Littéraire et Statistique des départements du Mont-Blanc et du Léman(1807)
Dans son Dictionnaire Historique, Littéraire et Statistique des départements du Mont-Blanc et du Léman (1807), Jean-Louis Grillet indique :
T. II - p. 112
- « De Buttet Marc-Antoine : avocat au Sénat de Savoie, se fit connoître au commencement du 17e siècle, par un livre intitulé: Le Cavalier savoisien, in 8°. Chambéry. 1605, dans lequel il cherchoit à établir les prétentions des ducs de Savoie sur Genève. Les Conseils de cette ville y firent répondre d'une manière victorieuse, par Jacques Lect et Jean Sarrasin, qui publièrent, en 1606, Le citoyen de Genève. DE BUTTET répliqua à cet ouvrage par une brochure intitulée : L'Aristocratie genevoise, ou harangue de M. Pictet, conseiller d'Etat à Genève, servant de réponse au Citoyen, (in 8°, Chambéry, 1606). Ces trois ouvrages firent beaucoup de bruit dans le temps, et furent lus, avec intérêt par les deux partis. Monsieur Capré de Megève, qui parle du dernier dans son "Traité Historique de la chambre des Comtes de Savoie", (part. I. chap.III, pag. 20), dit qu'il contient la suite chronologique de tous les vidommes, soit gouverneurs du château de l'Isle de Genève, nommés par les ducs de Savoie, depuis l'an 1267, jusqu'en 1535. DE BUTTET fut nommé historiographe de Savoie et écrivit un Discours sur l'origine de ses anciens souverains  qui est resté manuscrit dans les archives royales de Turin ».

T.II- p. 112-113
- « De Buttet (Louis), seigneur de Malatrait, chevalier de l'ordre des SS. Maurice et Lazare, avoit conçu le projet d'écrire l'histoire générale de la Savoie, sous le nom de Décades Savoisiennes. Cet ouvrage exécuté en partie, et dont le style est précis et élégant, est resté Mss.dans les archives de Turin. Voyez Gichenon vol I, Préface pag. XVJ ; Chiesa scrittori Savoyardi, Nissandi et piemontesi, page 130 ».

### Cabinet du Bibliophile(1880)
Paul Lacroix, dit le Bibliophile Jacob, dans son Cabinet du Bibliophile (1880), indique (T.I p.XXXIV) :
- « Marc-Claude de Buttet avait depuis longtemps dit adieu aux vers amoureux ; il était marié et avait au moins un fils, qui lui survécut et qui écrivait quelques ouvrages, notamment : Le Cavalier de Savoie, ou réponse au soldat français. Il s'appelait Marc-Antoine de Buttet. Augustin de Thou, dans sa Grande Histoire, traite le fils aussi dédaigneusement que le père ; Scritor ampulatus Equitis Sabaudi, qui... Butetus (audi Buteti), a nostro Ronsardo ob doctinam olim laudati filius esse perhibetur... ».
- « Lorsque Marc-Antoine fit paraître cet ouvrage destiné à établir les ducs de Savoie sur la ville de Genève, il est probable que son père avait cessé de vivre. On ignore absolument la mort de l'un et de l'autre. J.A. THUALI a traité le même sujet dans  Historiam sui temporis libri, édition Samuel Berkley (T.VI p.47) ».

### Discours sur les origines de la maison de Savoie
Deux ouvrages imprimés dont l'auteur est Emmanuel-Philibert de Pingon, reliés en un seul volume sous les titres d' Augusta Taurinorum (1577) et Arbor Gentilitia (1581) sont d'édition originale.
Au commencement, on lit une note du XVIIe siècle, qui nous apprend que les annotations ou corrections qui sont en marge au présent livre ont esté faites par le sieur de Buttet, autheur du Cavalier savoisien, de sa main propre, page 80. On y  trouve effectivement la signature A. de Buttet (A. comme Antoine), 1610, en caractères fins et déliés. Le volume est annoté en entier par Marc-Antoine de Buttet et il est probable que, lorsqu'il fut nommé historiographe de Savoie, ces notes lui ont servi pour composer le Disours sur l'origine de la maison de Savoie que Grillet dit exister aux Archives de Turin...Les notes sont quelquefois des modèles de raisonnement historique serré et concis; ailleurs, avec la verve avec laquelle il a écrit le Fléau de l'Aristocratie genevoise, il traite sans façon l'auteur de menteur : "Mendacium oportet esse memorem", dit-il à la page 66 de l'Augusta Taurinorum; enfin surtout, pour Arbor gentilitia, il se contente de renvoyer à du Tillet, à Froissard et même à Munster. La plupart de ses notes portent sur les origines de la maison de Savoie, que Pingon fait remonter sans interruption jusqu'à Witichind. Les noms de ces souverains saxons sont entourés d'une auréole de notes variant de quinze à vingt lignes d'une écritute serrée.
Oulins, le 29 mars 1861 Melville Glover.

## Remises en cause
À la fin du XIXe siècle et au cours du XXIe siècle, les allégations de Samuel Guichenon et de ses successeurs sont remises en cause.

### Armorial et Nobiliaire de l'Ancien Duché de Savoie(1868)
- Amédée de Foras (1830-1922) : -T.I, p. 287 : « Marc-Antoine de Buttet, selon Grillet, avocat au Sénat de Savoie, se fit connaître comme littérateur et polémiste au commencement du XVIIe siècle par un livre intitulé "le Cavalier Savoisien", dans lequel il cherchait à établir les prétentions du duc de Savoie sur Genève. Grillet ajoute que Marc-Antoine de Buttet fut nommé historiographe de Savoie... Mais, je crois que l'on se trompe en le faisant historiographe de Savoie et que cette charge honorifique a été conférée à Louis de Buttet, ou plus exactement Claude-Louis de Buttet ».

### Notice Bibliographique sur le Cavalier de Savoie, Le Citadin de Genève et Le Fléau de l'Aristocratie Genevoise(1877)
Le juriste Théophile Dufour (1844-1922) observe : « Tout récemment, une opinion différente a été mise en avant avec une certaine réserve. Dans la 18e livraison de son Armorial et Nobiliaire de l'Ancien duché de Savoie(1877), Amédée de Foras a donné la généalogie des Buttet, et après avoir passé en revue les notabilités de cette famille, en particulier le poète Marc-Claude de Buttet, l'avocat Marc-Antoine, auteur du "Cavalier de Savoie" et l'historiographe Louis, ou plus exactement Claude-Louis de Buttet, seigneur de Malatrait… » il s'exprime ainsi : « Quant à Marc-Antoine de Buttet, l'auteur du Cavalier de Savoie, aucune généalogie, à ma connaissance, ne l'inscrit et la mienne, hélas, n'est pas parvenu à combler cette lacune. Je n'ai jamais trouvé de Marc-Antoine de Buttet, sauf dans la citation de ses ouvrages. Marc-Antoine ferait-il par hasard un seul et même personnage avec Louis, son cousin et contemporain, qui fut réellement historiographe de Savoie ? Hasarder une conjecture très aventurée n'est pas répondre ».

### Revue Savoisienne(2008)
Dans une conférence prononcée à Annecy, publiée par l'Académie Florimontane, Raoul de Buttet, lointain neveu de Marc-Claude et de Claude-Louis de Buttet, évoque le pseudo Marc-Antoine de Buttet, en citant l'Armorial et Nobiliaire de l'Ancien duché de Savoie du comte Amédée de Foras.

## Commentaire

### Rappel Historique
Marc-Claude de Buttet, poète et gentilhomme savoisien, est né à Chambéry vers 1530. Il est mort à Genève en 1586, sans alliance, ni postérité, 19 ans avant la parution du Cavalier de Savoie, libelle anonyme produit par son neveu Claude-Louis de Buttet, pseudo Marc-Antoine, en 1605.
Les historiens se succèdent depuis Samuel Guichenon, en citant l'imaginaire Marc-Antoine de Buttet et le bibliophile Paul Lacroix, ne sachant à qui rattacher ce personnage factice, va jusqu'à le déclarer fils de Marc-Claude de Buttet !
Cette confusion risque d'entrainer une série d'erreurs en boucles chez les auteurs savoyards et suisses qui se penchent sur l'Escalade de Genève et le Traité de Saint-Julien et, par voie de conséquence, dans la relation des libelles qui se sont succédé dans une atmosphère de guerre froide entre le roi Henri IV et le duc Charles-Emmanuel Ier, et dans la réaction de la République de Genève.
Il est à noter que les enquêteurs genevois ont fini par identifier l'auteur du Cavalier de Savoie en tant que Marc-Antoine de Buttet, resté invisible ! La mystification a parfaitement fonctionné et Claude-Louis de Buttet, auteur du libelle, ainsi que le duc Charles-Emmanuel de Savoie, son instigateur (et co-auteur ?), furent ainsi mis à l'abri des représailles prévues par le Traité de Saint-Julien en cas de provocation polémique de part et d'autre, malgré de forts soupçons ! (Le traité de Saint-Julien édicte en son article 22 que « Tous les perturbateurs du repos public seront punis et châtiés comme infracteurs à la paix ».)
« L'article 22 est la véritable pierre d'achoppement des négociations entre les Genevois et les Savoyards et doit entrainer une paix durable entre les deux adversaires ».
Cette supercherie historique est évoquée en Savoie par l'Académie Florimontane d'Annecy en 2008, lors d'une conférence prononcée par Raoul de Buttet.